# Alfredo Giannetti
Pour les articles homonymes, voir Giannetti.
Alfredo Giannetti, né le 16 avril 1924 à Rome et mort le 30 juillet 1995 dans la même ville, est un scénariste, un monteur de film et un réalisateur italien.

## Filmographie sélective
Sauf indication contraire, les informations mentionnées dans cette section peuvent être confirmées par la base de données cinématographiques IMDb,  présente dans la section « Liens externes ».

### Comme scénariste
- 1953 : La Fille sans homme (Un marito per Anna Zaccheo) de Giuseppe De Santis
- 1956 : Le Disque rouge de Pietro Germi
- 1958 : L'Homme de paille de Pietro Germi
- 1961 : Divorce à l'italienne de Pietro Germin
- 1962 : L'Épée du Cid (Las hijas del Cid) de Miguel Iglesias
- 1967 : Beaucoup trop pour un seul homme (L'immorale) de Pietro Germi
- 1976 : Fièvre de cheval (Febbre da cavallo) de Steno
- 1988 : Miss Arizona de Pál Sándor

### Comme réalisateur
- 1961 : Jour après jour (Giorno per giorno disperatamente)
- 1964 : Amori pericolosi
- 1964 : Une femme disponible (La ragazza in prestito)
- 1968 : La famiglia Benvenuti (it)
- 1971 : Correva l'anno di grazia 1870
- 1972 : L'Automobile (L'automobile), épisode de Tre donne
- 1974 : Di mamma non ce n'è una sola (it)
- 1974 : Bello come un arcangelo (it)
- 1980 : Le Bandit aux yeux bleus (Il bandito dagli occhi azzurri)
- 1981 : Un paio di scarpe per tanti chilometri (it), téléfilm
- 1983 : Legati da tenera amicizia
- 1991 : Doris, una diva di regime (it), feuilleton

## Prix et récompenses
- Alfredo Giannetti est récompensé de l'Oscar du meilleur scénario original en 1963 pour son travail dans Divorce à l'italienne.